# Рук, Лоуренс
Лоуренс Рук (13 [23] марта 1622, Детфорд — 27 июня [7 июля] 1662, Лондон) — английский астроном и математик. Он был одним из основателей Лондонского Королевского общества, хотя умер до его формального утверждения.
Родился в Детфорде и приходится внучатым племянником по материнской линии Ланселоту Эндрюсу.
Учился в Итонском колледже и Королевском колледже в Кембридже, где получил степень магистра в 1647 году. Он стал привилегированным студентом в Уодхэм-колледже в Оксфорде в 1650 году, на некоторое время оставил учебу по болезни. В Уодхэме он тесно сотрудничал с Джоном Уилкинсом и Сетом Уордом.
Он стал профессором астрономии в Грешем-колледже в 1652 году, а затем там же, в 1657 году — профессором геометрии, и в этом назначении был заинтересован Оливер Кромвель.
Его работы при жизни не были опубликованы, но он оставил труды о долготе и спутниках Юпитера, вышедшие посмертно. Также он составил по поручению Королевского общества набор инструкций для моряков о правильном способе записи метеорологических и океанографических наблюдений во время их рейсов. Они появились в 1 томе «Философских трудов Королевского общества» как Указания для моряков, отправляющихся в дальние плавания.
В его честь названы Горы Рука — кольцевой горный хребет, окружающий Море Восточное на обратной стороне Луны.